# Кубок виклику Азії (молодіжні збірні) — 2018
Кубок виклику Азії (молодіжні збірні) — 2018 (англ. 2018 IIHF U20 Challenge Cup of Asia) — спортивне змагання з хокею із шайбою, 4-й розіграш Кубку виклику Азії серед молоді, що проводиться під егідою Міжнародної федерації хокею із шайбою (ІІХФ). Турнір відбувався з 12 по 17 грудня 2017 року в Малайзії.

## Підсумкова таблиця та результати
| М | Збірна     | І | В | ВО | ПО | П | Ш     | О  | 1    | 2    | 3    | 4    | 5    |
| - | ---------- | - | - | -- | -- | - | ----- | -- | ---- | ---- | ---- | ---- | ---- |
| 1 | Малайзія   | 4 | 4 | 0  | 0  | 0 | 36:7  | 12 |      | 6-1  | 7-2  | 11-0 | 12-4 |
| 2 | Киргизстан | 4 | 3 | 0  | 0  | 1 | 36:14 | 9  | 1-6  |      | 10-2 | 12-4 | 13-2 |
| 3 | ОАЕ        | 4 | 2 | 0  | 0  | 2 | 16:26 | 6  | 2-7  | 2-10 |      | 8-4  | 6-0  |
| 4 | Філіппіни  | 4 | 1 | 0  | 0  | 3 | 9:42  | 3  | 0-11 | 4-12 | 4-8  |      | 11-5 |
| 5 | Індія      | 4 | 0 | 0  | 0  | 4 | 5:39  | 4  | 4-12 | 2-13 | 0-6  | 5-11 |      |

М — підсумкове місце, І — матчі, В — перемоги, ВО — перемога по булітах або у овертаймі, ПО — поразка по булітах або у овертаймі, П — поразки, Ш — закинуті та пропущені шайби, О — очки